# Foundation for Research on Women’s Health, Productivity and the Environment
Die Foundation for Research on Women’s Health, Productivity and the Environment (BAFROW) (deutsch Stiftung für die Forschung über Gesundheit von Frauen, Produktivität und Umwelt) ist eine nichtstaatliche Organisation im westafrikanischen Staat Gambia. Der Sitz der Organisation ist in Banjul.
BAFROW wurde 1991 gegründet. Eine der Mitbegründerinnen war Saffiatou Singhateh.
Die Organisation informiert und berät Frauen in Fragen zur sexuellen Gesundheit und führt Check-ups durch. Ein wichtiges Ziel eines 1996 begonnenen Projekts ist die Verringerung der Beschneidung weiblicher Genitalien.
Seit mindestens 1999 (Stand: Juni 2019) ist Fatou Waggeh Direktorin der Stiftung. Die Autorin Sally Singhateh hatte bis 2009 für die Organisation gearbeitet.